# Inayatulá Khan
Inayatulá Khan (Kabul, 20 de octubre de 1888 – Teherán, 12 de agosto de 1946) fue rey de Afganistán por breve tiempo, entre el 14 y el 17 de enero de 1929. Era hijo del rey Habibulá Khan, que reinó entre 1901 y 1919.

## Biografía
Al asesinato de su padre, Habib Ullah, en 1919, renunció a sus derechos a la corona, pasando esta a poder de su hermano Amanulá.
A finales de 1928 había comenzado una rebelión general de los sectores más tradicionalistas contra el rey Amanulá Khan, que buscaba modernizar Afganistán. En mitad de la noche del 14 de enero de 1929, Amanulá cedió la corona a su hermano Inayatulá Khan Seraj, e intentó escapar secretamente de Kabul a Kandahar. Sin embargo, el bandido y líder rebelde Habibulá Kalakani y sus seguidores dieron caza al Rolls-Royce de Amanulá, pero el antiguo rey logró escapar.
Con Amanulá huido, Habibulá Kalakani escribió una carta al nuevo rey Inayatulá exhortándole para que se rindiera o se preparase para la guerra. Por el contrario, Inayatulá era consciente de su difícil situación y decidió abdicar, proclamando a Kalakani como nuevo rey el 18 de enero. Inayatulá sería evacuado por aire de Kabul por la Royal Air Force, hacia la India,  y pasó el resto de su vida en el exilio.